# Nicolae Lupescu
Nicolae Lupescu (* 17. Dezember 1940 in Bukarest; † 6. September 2017 ebenda) war ein rumänischer Fußballspieler und -trainer. Er absolvierte insgesamt 368 Spiele in der Divizia A und der österreichischen Nationalliga A. Außerdem nahm er an der Fußball-Weltmeisterschaft 1970 teil.

## Karriere

### Verein
Nicolae Lupescu begann 1954 im Alter von 13 Jahren bei ICAR Bukarest mit dem Fußballspielen. Er spielte zunächst bei unterklassigen Vereinen seiner Heimatstadt Bukarest. Nach seiner Zeit bei Flacăra Roșie Bukarest (1958–1959) wechselte er für die Saison 1960/61 zu AS Academia Militară Bukarest in die Divizia B. Nach einem weiteren Jahr in der Divizia B bei Olimpia Bukarest erhielt er im Jahr 1962 die Möglichkeit, zu Rapid Bukarest zu wechseln. Dort gab er am 16. September 1962 sein Debüt in der Divizia A. Nachdem er in seiner ersten Saison nicht zum Stammspieler geworden war, gelang ihm in der Saison 1963/64 der Durchbruch. Während seiner Zeit bei Rapid gewann er einen Meistertitel und ein Mal den rumänischen Pokal und war stets in der Spitzengruppe der Liga vertreten. Im Jahr 1972 bekam Lupescu die Gelegenheit, ins Ausland zu wechseln und schloss sich dem österreichischen Nationalligisten FC Admira/Wacker an. Dort beendete er im Jahr 1977 seine Karriere.
Lupescu bestritt insgesamt 14 Europapokalspiele, alle für Rapid Bukarest.

### Nationalmannschaft
Lupescu absolvierte 21 Einsätze für die rumänische Fußballnationalmannschaft. Sein erster Einsatz war am 17. Juni 1964 gegen Jugoslawien. Lupescu wurde von Nationaltrainer Angelo Niculescu für die Fußball-Weltmeisterschaft 1970 in Mexiko nominiert und in allen drei Spielen eingesetzt.
Lupescu hat zudem 15 Länderspiele in der rumänischen U23-Nationalmannschaft aufzuweisen.

## Trainerkarriere
Nach dem Ende der Spielerlaufbahn kehrte Lupescu im Herbst 1977 nach Rumänien zurück und betreute zunächst die Mannschaft von Mecanica Fină Bukarest, mit der 1979 der Aufstieg in die Divizia B gelang. Diesen Verein trainierte er auch in den Spielzeiten 1980/81 und zuletzt 1984/85, nachdem er zwischendurch Trainer von Rapid Bukarest (1979/80), FC Șoimii IPA Sibiu (1981/82) und Gloria Buzău (1982–1984) gewesen war. In der Saison 1985/86 war er erneut Cheftrainer von Rapid Bukarest in der Divizia A.

## Erfolge
- WM-Teilnehmer: 1970
- Rumänischer Meister: 1967
- Rumänischer Pokalsieger: 1972
- Balkanpokal: 1964, 1966

## Verwandtschaft
Nicolae Lupescu war der Vater des ehemaligen rumänischen Nationalspielers und Bundesligaprofis Ioan Lupescu, den er nach dem Rückzug aus der eigenen Trainerlaufbahn als Manager betreute.